# イズヴェスチヤ駅
イズヴェスチヤ駅 (イズヴェスチヤえき、ロシア語:Известия) は、ロシアクラスノダール地方ソチにあるロシア鉄道北カフカース鉄道支社の駅である。

## 歴史
- 1929年 - 開業。
- 2013年 - 全ての列車が通過するようになり、休止駅となる。
- 2014年6月1日 - 列車の停車を再開する。
- 2015年2月1日 - 「技術的な理由」で再度休止駅となる。
- 2018年6月1日 - 再度列車の停車を再開する。

## 駅構造
相対式ホーム2面2線を有する地上駅である。駅の西側（アドレル方面のフォーム）は海に隣接している。行楽シーズンは観光客で賑わう。ホームの一部分のみバス停のような屋根がある。切符売り場はなく直接ホームに入る構造で、切符は車掌から購入することになる。

## 隣の駅
ロシア鉄道北コーカサス鉄道支社
トゥアプセ - ヴェショロエ線
ホスタ駅 - イズヴェスチヤ駅 - アドレル駅